# The Greatest Adventure: Stories from the Bible
The Greatest Adventure: Stories from the Bible é uma minissérie animada lançada diretamente em vídeo, produzida pela Hanna-Barbera, que mostra três jovens aventureiros viajando no tempo para testemunhar eventos da Bíblia. Treze episódios foram lançados entre 1985 e 1992.

## Enredo
Derek e Margo, dois jovens arqueólogos, estão em uma escavação acompanhados por "seu amigo nômade", um garoto chamado Moki. Eles se deparam com uma porta em uma ruína antiga que se revela um portal no tempo. Embora a introdução seja a mesma em todos os vídeos, cada episódio envia os três amigos para uma história diferente da Bíblia. Eles costumam interagir com os principais personagens de cada história, mas sem nenhum efeito significativo na trama, para não alterar a história da Bíblia.
No entanto, é possível que o trio esteja lá para aprender mais sobre as histórias da Bíblia do que eles já sabem. Os episódios não foram lançados na ordem da cronologia bíblica, mas podem ser interpretados para dar uma história coerente, começando com "A Criação" e terminando com "A História da Páscoa", contada do ponto de vista cristão. 

## Produção e Distribuição
A minissérie foi inicialmente concebida pelo co-fundador da Hanna-Barbera, Joseph Barbera, cerca de dezessete anos antes de ser produzida, mas ele teve dificuldade em obter apoio para o projeto. Eventualmente, no entanto, a empresa-mãe da Hanna-Barbera, a Taft Broadcasting, concordou em fornecer financiamento, e o primeiro episódio foi lançado em 1985; depois a Turner Home Entertainment continuou a produção após esta comprar a Hanna-Barbera em 1991. A Sparrow-Star Song ajudou na distribuição, liberando todos os treze episódios em VHS, um episódio por fita. Cinco desses episódios ("Os Milagres de Jesus", "Davi e Golias", "Arca de Noé", "A História da Páscoa" e "Moisés") foram lançados em DVD em 2006.

## Ligações Externas
- DVDVerdict Review of David and Goliath
- The Greatest Adventure: Stories from the Bible at CEGAnMo.com
- DVDVerdict Review of Moses